# Droggn

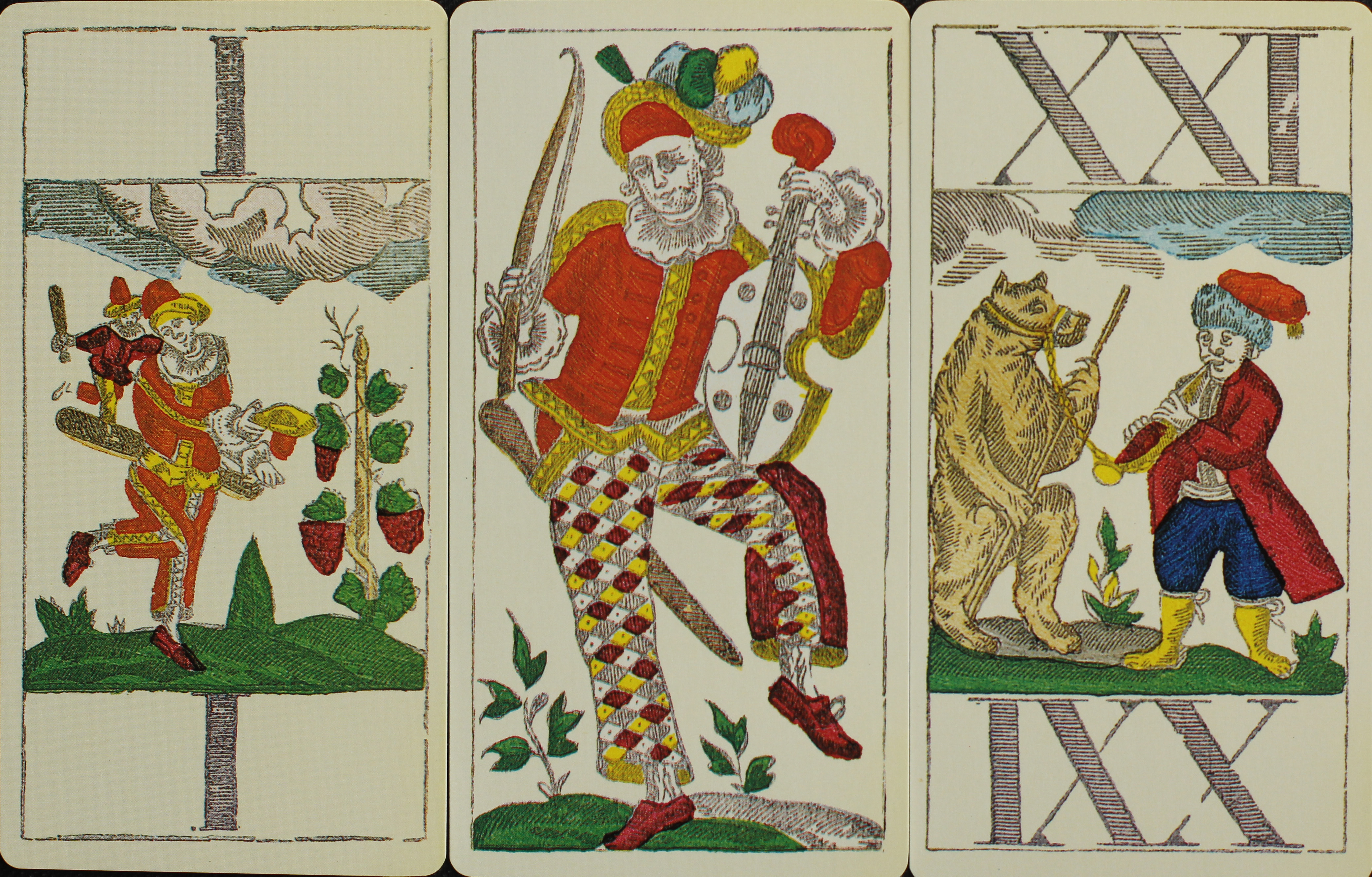
Die Trullkarten eines bayerischen Tiertarocks

Droggn ist ein ausgestorbenes Kartenspiel aus der Familie der Tarockspiele zu dritt, das spätestens seit dem frühen 19. Jahrhundert bis in die 1980er Jahre im Stubaital in Tirol, Österreich gespielt wurde. In Vergleich zu den anderen Tarockspielen Österreichs weist es größere Gemeinsamkeiten mit dem Französischen Tarock auf und wurde seinerseits ebenfalls manchmal auch Französisches Tarock bezeichnet.
Droggn ist ursprünglich im lokalen Dialekt das Wort für „Tarock spielen“ (im Hochdeutschen meist „tarockieren“), hat sich aber zum Eigennamen dieser speziellen Tarock-Variante entwickelt. Ein ungewöhnliches Merkmal des Spiels im Vergleich zu anderen Tarockspielen ist die Verwendung von 66 Karten. Bis vor kurzem gab es in der Literatur weder einen Hinweis auf ein 66-Blatt-Spiel noch auf die Hersteller eines solchen Decks. Die Struktur des Spiels deutet stark darauf hin, dass es von der neueren Variante von Tarok-l'Hombre abstammt, allerdings mit der späteren Hinzufügung von zwei höheren Geboten. Tarok-l'Hombre, das im 19. Jahrhundert im Österreich und Deutschland beliebt war, verwendet 78 Blätter.

## Geschichte
Es herrscht Uneinigkeit, ob das Spiel während der Koalitionskriege zur Zeit Andreas Hofers von französischen Soldaten nach Tirol gebracht oder aus Norditalien von fahrenden Kraxenträgern eingeführt wurde. Dies spiegelt ein allgemeines Problem der Tarockgeschichte wieder: Tarock wurde etwa in den 1430er Jahren in Norditalien erfunden und gelangte während der Italienkriege um 1500 nach Frankreich und in die Schweiz. In Folge gelangte das Spiel auf mehreren Wegen in den deutschsprachigen Raum. Dabei vermengten sich italienische und französische Einflüsse, die sich nicht immer leicht auseinanderhalten lassen.
Das Spiel weist einige Gemeinsamkeiten mit älteren Formen des Französisches Tarock und mit Tarok-l'Hombre auf, einem österreichischen Abkömmling des italienischen Spiels Taroc'Ombre. McLeod und Geiser kommen zu dem Schluss, dass „Stubai Droggn eindeutig zur Familie der Tarok-l'Hombre-Spiele gehört, die im 19. Jahrhundert gängig waren“, räumen aber weiterhin ein, dass es „eine große Wahrscheinlichkeit“ gebe, dass es von einem französischen Spiel abgeleitet sei, das von napoleonischen Soldaten aus Ostfrankreich gespielt wurde.
Bei seinen Recherchen zum Tarock erfuhr Michael Dummett, dass im 19. Jahrhundert in Tirol Kartenspiele zu 66 Blatt hergestellt wurden, konnte jedoch keine Aufzeichnungen über Spiele mit 66 Karten finden. Ebenso merkwürdig war, dass Piatnik bis in die 1980er Jahre weiterhin Kartenspiele zu 78 Blatt herstellte, obwohl die österreichische Literatur darauf hinwies, dass Spiele mit mehr als 54 Karten zu Beginn des 19. Jahrhunderts ausgestorben waren. 1992 erfuhr Kartenspielforscher Remigius Geiser von Piatnik, dass Kartenspiele mit 78 Karten gegen Ende des 20. Jahrhunderts ausschließlich im Stubaital bei Innsbruck verkauft wurden. In ihrer Folgearbeit spürten Geiser und McLeod eine Reihe von Spielern auf, die Droggn bereits gespielt und dessen Regeln demonstriert hatten. Einige Spieler nannten es „Französisches Tarock“.

## Spielziel
Ziel ist, 37 der 74 verfügbaren Augenpunkte als Alleinspieler oder 38 als Gegenspieler gewinnen.

## Spieler
Droggn wird unter drei Personen gespielt. Vier können spielen, wenn der Geber „feiert“, d. h. wenn man an der Reihe ist, zu geben, beteiligt man am Spiel selbst nicht.

## Spielkarten
Das Spiel wird mit 66 Karten eines Tarockspiels mit französischen Farben gespielt. In jüngerer Zeit verwendeten die Spieler 78 Karten des Industrie und Glück Bilds und entfernten die niedrigsten drei Karten jeder Farbe. Diese Kartenspiele werden nicht mehr hergestellt. Alternativen sind jedoch das französische Tarot Nouveau oder, passender, ein Faksimile des Tiroler Tarocks mit historischen Tiroler Schlachtszenen oder die russische Version des bayerischen Tiertarocks. Die letzten beiden werden von Piatnik hergestellt.

### Kartenspiel
Das Kartenspiel besteht aus: 
- 21 Trümpfe (Tarocks von XXI bis I.)
- 11 Karten pro Farbe wie folgt:
  - ♠♣K D R B 10 9 8 7 6 5 4
  - ♥♦K D R B A 2 3 4 5 6 7
- Der Gstieß (der Narr, L'Excuse oder Sküs)

Die Bildkarten sind der König, die Dame, der Reiter und der Bube (daher die Beschriftung).

### Kartenwerte
Die Augenwerte der einzelnen Karten sind wie folgt:
- Trullkarten (Gstieß, XXI und I) – 5 Punkte
- Honore oder Könige – 5 Punkte
- Damen – 4 Punkte
- Reiter – 3 Punkte
- Buben – 2 Punkte
- Andere Tarock- und Zahlenkarten – 1 Punkt

### Kartennamen
Die Kartennamen, die manchmal von anderen österreichischen Tarockspielen abweichen, lauten wie folgt:
- Tarocks – „Trümpfe“ oder „Addude“ (vom französischen „Atout“)
- Trumpf XXI – „Mond“ oder „der Große“
- Trumpf I – „Pagat“ oder „der Kleine“ / „dar Kloane“
- Sküss – „Gstieß“
- König – „König“ oder „Honor“
- Dame – „Dame“ / „de Dam“
- Cavall – „Reiter“
- Bube –  „Bube“ / „dar Bua“
- Zahlenkarten und Nicht-Trullkarten – „Leere“ / „laare Karten“
- Bildkarten – „Mandeln“
- Lange Farbe – „Der Ritt“
- Einzelkarte oder Singleton – „Der Fuchs“ (normalerweise eine Farbkarte auf der Hand des Alleinspielers außer der König)

## Kartengeben
Der Kartengeber wird durch Abheben der Karten bestimmt; die höchste Karte gewinnt. Geben und Spielen erfolgen im Uhrzeigersinn, anders als bei anderen Tarockspielen. Nach dem Mischen der Karten lässt rechts abheben. Der Geber teilt dann jedem drei Würfe von je sieben Karten aus und legt die letzten drei Karten verdeckt auf den Tisch, um den Talon zu bilden.

## Reizen
Das Reizen erfolgt im Uhrzeigersinn, und jeder Spieler erhält ein Reiz. Die Reize, beginnend mit dem niedrigsten, lauten:
- „Ansager“ – normales Spiel, angekündigt mit „ich sage an“ / „i sag on“. Der Alleinspieler tauscht mit dem Talon und „kauft“ eine bestimmte Karte von dem, der sie hält (siehe unten). Spielwert: 20 Punkte.
- „Solo“ – Der Alleinspieler tauscht nur mit dem Talon. Spielwert: 40 Punkte.
- „Super“ – Der Alleinspieler benutzt den Talon nicht und kauft keine Karte. Spielwert: 80 Punkte.
- „Super Mord“ – Der Alleinspieler bietet an, alle Stiche zu machen, und der Talon gehört ihm ebenfalls. Spielwert = 130 Punkte.

Die Spieler dürfen passen. Passen alle, werden die Karten eingeworfen und neu gegeben.

## Tauschen mit dem Talon
Bei normalen Spielen und Solos darf der Alleinspieler drei Karten mit dem Talon tauschen, darf aber die Trullkarten nicht ablegen. Die Augen der abgelegten Karten zählen zum Alleinspieler. Ein König muss mit einem Trumpf abgelegt werden.
Bei normalen Spiele darf der Alleinspieler eine Karte „kaufen“, indem er eine Karte auf den Tisch legt und eine Karte seiner Wahl verlangt. Der Spieler mit dieser Karte muss sie abgeben und die abgelegte Karte nehmen.

## Boni und Ansagen

### Boni
Folgende Boni sind erlaubt:
- Pagat ultimo – man gewinnt den letzten Stich mit dem Pagat. Verdoppelt, wenn vorher angesagt, indem der Pagat offen neben dem Talon zu Beginn des Spiels platziert wird.
- Gstieß ultimo – dasselbe gilt für den Gstieß, aber nur in einem Super Mord erlaubt.

### Ansagen
Nachdem der Alleinspieler getauscht, abgelegt, eine Karte gekauft und einen Pagat oder Gstieß abgelegt hat, dürfen die Gegenspieler im Uhrzeigersinn nun „bleiben“ oder „verdoppeln“. Wenn sie bleiben wollen, sagen sie „gut“ oder „passen“, und die Möglichkeit geht nach links. Wenn sie den Spiel- oder Bonuswert verdoppeln wollen, können sie „schiessen“ oder ein „Schwacher“ ansagen. Dadurch verdoppelt sich der Wert für beide Gegenspieler. Der Alleinspieler kann mit „gut“ antworten oder den Einsatz mit „retour“ erneut verdoppeln. Die höheren Einsätze gelten sowohl für das Spiel als auch für den Bonus, auch wenn sie an verschiedene Spieler gehen.